# Белая соборная мечеть (Томск)
Белая мечеть (Вторая соборная мечеть Томска) — каменная мечеть в татарской слободе Томска. Построена в 1913 году. Находится по адресу Московский тракт, 43. Памятник архитектуры местного значения.

## История
Белая мечеть была построена в 1913 году по проекту главного губернского архитектора Андрея (Генриха) Лангера, имевшего австрийские корни. Автор десятков проектов, в том числе нескольких томских церквей, синагоги, драматического театра. А. Лангер спроектировал Белую мечеть в стиле модерн с исламским декором. Томская «магометанская» община под руководством ахуна Хамзы Хамитова в начале XX века переживала период подъёма, как в духовном, так и в материальном плане. Рассказывают, что на каждом пятничном намазе в Красной мечети собиралась крупная сумма пожертвований для строительства второй мечети, которую в городе прозвали Белой по цвету стен.
Мечеть на Московском тракту стала одной из последних работ Лангера. В 1916 году губернского архитектора призвали на военную службу. Первым официальным муллой Белой мечети в 1917 году стал Яхья Нурмухаметов, направленный в Томск Духовным Собранием из Уфы. До назначения в Томск Я. Нурмухаметов служил муллой при Оренбургском казачьем войске.
10 октября 1939 года постановлением облисполкома Белая мечеть была закрыта, здание передано под национальную татарскую школу. Позже её минарет был снесён, а само здание в дальнейшем использовалось правлением артели Культспорт. С 1960-х гг. здесь размещался цех карандашной фабрики. Возвращение мечети верующим состоялось в 1990 году. Мечеть была отреставрирована к 1999 году и ныне является действующей: её посещают верующие, проводятся службы.